# Пляківка (зупинний пункт)
Пля́ківка — пасажирський залізничний зупинний пункт Шевченківської дирекції Одеської залізниці на електрифікованій лінії Імені Тараса Шевченка — Чорноліська між зупинним пунктом Ярове (3 км) та станцією Кам'янка (3 км). Розташований неподалік села Ревівка Черкаського району Черкаської області.

## Пасажирське сполучення
На зупинному пункті Пляківка зупиняються приміські поїзди до станцій Імені Тараса Шевченка, Цвіткове, Знам'янка-Пасажирська.